# Stephan Mølvig
Stephan Mølvig (Odense, 13 febbraio 1979) è un ex canottiere danese.

## Palmarès

### Olimpiadi
- 1 medaglia:
  - 1 oro (Atene 2004 nel 4 senza pesi leggeri)

### Mondiali
- 3 medaglie:
  - 2 ori (Siviglia 2002 nel 4 senza pesi leggeri; Milano 2003 nel 4 senza pesi leggeri)
  - 1 argento (Lucerna 2001 nel 4 senza pesi leggeri)